# Roberta Giussani
Roberta Giussani (Milano, 2 luglio 1972) è un'ex schermitrice italiana, specializzata nella spada. Ha vinto una medaglia d'oro ai Campionati Europei del 1993 e una medaglia di bronzo a squadre ai Campionati Mondiali del 1992. Attualmente è Maestra presso la Brianza Scherma.

## Biografia
Roberta Giussani inizia a fare scherma all'età di 9 anni presso il Club Scherma Monza, praticando la disciplina del fioretto, inizia vincendo le gare regionali e conquistando diverse finali in campo nazionale. Nel 1987, a 15 anni, passa alla spada, da quel momento inizia la carriera trionfale della schermitrice lombarda. Nello stesso anno a Roma partecipa al "I Criterium Nazionale di Spada", gara di livello assoluto, ottenendo il 18º posto, risultato che gli permette di farsi notare dal C.T. Fini.
Nella stagione successiva inizia ad essere convocata per le gare di Coppa del Mondo, ripaga la fiducia del C.T. ottenendo più di una finale, e conclude la stagione disputando il Mondiale Giovani ad Atene ottenendo un ottimo 13º posto. Nei Mondiali Giovani del 1990 conquista l'argento (poi revocato). Nell'ultimo anno Giovani, il 1992, Roberta vince la Prova di Coppa del Mondo a Frascati, battendo la sorella Elena nell'assalto per la semifinale, conquista la medaglia di Bronzo ai Mondiali di Genova e vince la Coppa Del Mondo.
Anche in campo assoluto l'atleta Azzurra dimostra di essere all'altezza della situazione e si guadagna subito la convocazione per il Mondiale del 1992 a L'Havana, dove conquista, con la Nazionale Italiana, una medaglia di Bronzo nella prova a squadre. Il 1993 è l'anno della consacrazione in Europa, infatti conquista l'oro all'Europeo nella prova individuale, battendo in finale la Svizzera Gianna Bürki per 15 a 11; l'Italia per vincere un'altra medaglia all'europeo dovrà aspettare il 1997 con il bronzo di Anna Ferni. Nel 1994 partecipa al suo ultimo Mondiale, ad Atene, chiudendo al 9º posto nella prova individuale e sfiorando il bronzo nella prova a squadre, bronzo che arriva per la nazionale Italiana l'anno dopo alle Universiadi di Fukuoka (Giappone), Roberta torna alla vittoria nel 1998 laureandosi Campionessa Italiana Seniores (over 20).
Negli anni successivi si dedica all'insegnamento della scherma e a marzo del 2000 si diploma Maestra di scherma, ma la carriera da atleta non è ancora finita, così nello stesso anno prende parte ai Campionati Italiani Maestri a Caltagirone vincendo in tutte e tre le armi il titolo. Titolo che viene riconfermato nella sciabola nel 2002 anno in cui si disputano i Mondiali Maestri a Bad Wildungen
(Germania) dove con una prova esemplare conquista il titolo di Campionessa del Mondo nella prova individuale e a squadre di Spada, conquistando anche la medaglia d'argento nella sciabola a squadre. Nel 2004 lascia il Club Scherma Monza per andare ad insegnare a Lugano in Svizzera dove rimane fino al 2008 e con cui vince il titolo nazionale Svizzero a squadre nel 2006. Dal 2005 è Maestra della nuova società Brianza Scherma dove esercita tuttora la sua professione. L'anno di fondazione della nuova società coincide con l'anno dell'ultimo titolo Italiano Maestri ancora nella Sciabola individuale, sfiora la vittoria anche nella spada conquistando l'argento e ottiene un ottimo bronzo nel fioretto, risultati che gli permettono di essere convocata ai Mondiali Maestri del 2006 a Jodoigne in Belgio dove porta a casa ancora tre medaglie, una d'oro nella spada a squadre e le altre d'argento nella sciabola individuale e a squadre.
Nel 2006 a seguito del Congresso dell'A.A.I. (Accademia d'Armi Internazionale) è stata eletta nel prestigioso incarico di Vicepresidente, incarico che ha mantenuto fino al 2010.

## Palmarès

### Risultati élite
In carriera ha ottenuto i seguenti risultati:
Mondiali
Individuale
A squadre
- Bronzo nella spada a L'Avana 1992

Europei
Individuale
- Oro nella spada a Linz 1993

A squadre
Universiadi
Individuale
A squadre
- Bronzo nella spada a Fukuoka 1995

Campionati italiani
- 9  Ori individuali e a squadre
- 1  Argento individuale
- 1  Bronzo individuale

### Risultati giovani
Mondiali giovani
Individuale
- Argento nella spada a Mödling 1990
- Bronzo nella spada a Genova 1992

A squadre
Coppa del mondo Giovani
- 1 Coppe del Mondo Giovani nel 1992

Mondiali Maestri
- Oro Spada individuale e a squadre, Bad Wildungen 2002
- Oro Spada a squadre, Jodoigne 2006
- Argento Sciabola a squadre, Bad Wildungen 2002
- Argento Sciabola individuale e a squadre, Jodoigne 2006

## Riconoscimenti
È stata premiata dal C.O.N.I. con 2 medaglie d'argento e 2 medaglie di bronzo al valore atletico.